# 西雅圖國會山
国会山（Capitol Hill）是美国华盛顿州西雅图一个人口稠密的住宅区，它是该市最著名的夜生活和娱乐区之一，也是该市LGBT和反文化社区的中心。

## 地理
国会山坐落在一座陡峭的山上，就在市中心中央商务区的东边。该社区西到5号州际公路华盛顿州段，毗邻市中心、卡斯卡德（Cascade）和东湖（Eastlake）；北到520号华盛顿州州道和因特拉肯公园（Interlaken Park），毗邻波塔奇湾（Portage Bay）和蒙特莱克（Montlake）社区；南到东联合街和东麦迪逊街，毗邻第一山（First Hill）和中区；东到23大道和24 大道，毗邻麦迪逊谷（Madison Valley）。
国会山的主干道是百老汇大街，它构成了该区的商业中心。其他重要的街道有第10大道、第12大道、第15大道和19大道，全部为南北走向；以及东派恩街、东派克街、东约翰街、东托马斯街、东阿罗哈街和东橄榄路，均为东西走向。在这些街道中，东派克街、东派恩街、百老汇大街、15大道和东橄榄路的大部分路段的底层均为零售店。总的来说，这个街区大多是中层建筑，商住混合。
派克-派恩走廊指派克街和派恩街之间的区域，从博伦大道到第 15 街，是该区另一条主要干道，布满了咖啡店、酒吧、餐馆以及其他与美食或音乐相关的企业。
国会山的最高点，海拔444.5英尺（135.5），是义工公园，毗邻水塔。国会山包括了西雅图12条坡度最陡峭的街道的一半：21% -东罗伊街，东25大道与26 大道之间（东坡）；19%- 东波士顿街，东哈佛大道与百老汇之间（西坡）、东沃德街，东25大道与26 大道之间（东坡），18% - 东高地大道，东24大道与25大道之间（东坡），东李街，东24大道与25大道之间（东坡）,东罗伊街，梅尔罗斯大道和贝尔维尤大道之间（西坡）。

## 历史
1900 年前后，国会山以该区的主干道而称为“百老汇山”。当前名称的来源存在争议。一个说法是，开发该区的房地产开发商詹姆斯·摩尔如此命名该地，希望华盛顿州议会大厦从奥林匹亚搬到西雅图。另一个故事说，摩尔以他妻子的家乡 科罗拉多州丹佛的国会山社区命名。根据作者杰奎琳·威廉姆斯的说法，这两个故事都可能是真的。
由于国会山曾经拥有大量罗马天主教居民，经常被称为天主教山，直到20世纪80年代。

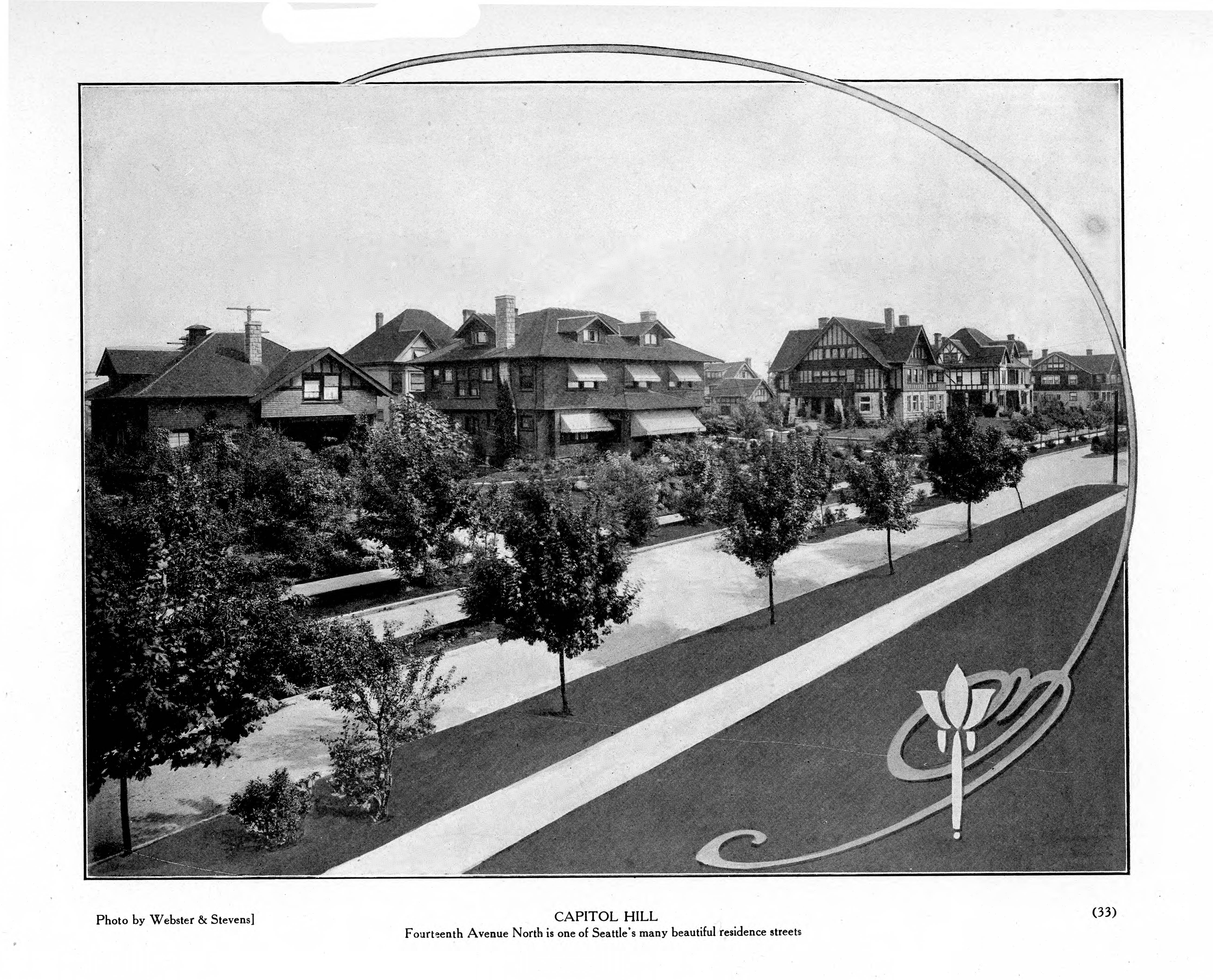

国会山包含一些西雅图最富有的社区，包括沿着义工公园以南的第14大道东的百万富翁大道（Millionaire's Row），住宅排列在绿树成荫的街道两边，以及哈佛-贝尔蒙特地标区（Harvard-Belmont Landmark District）。

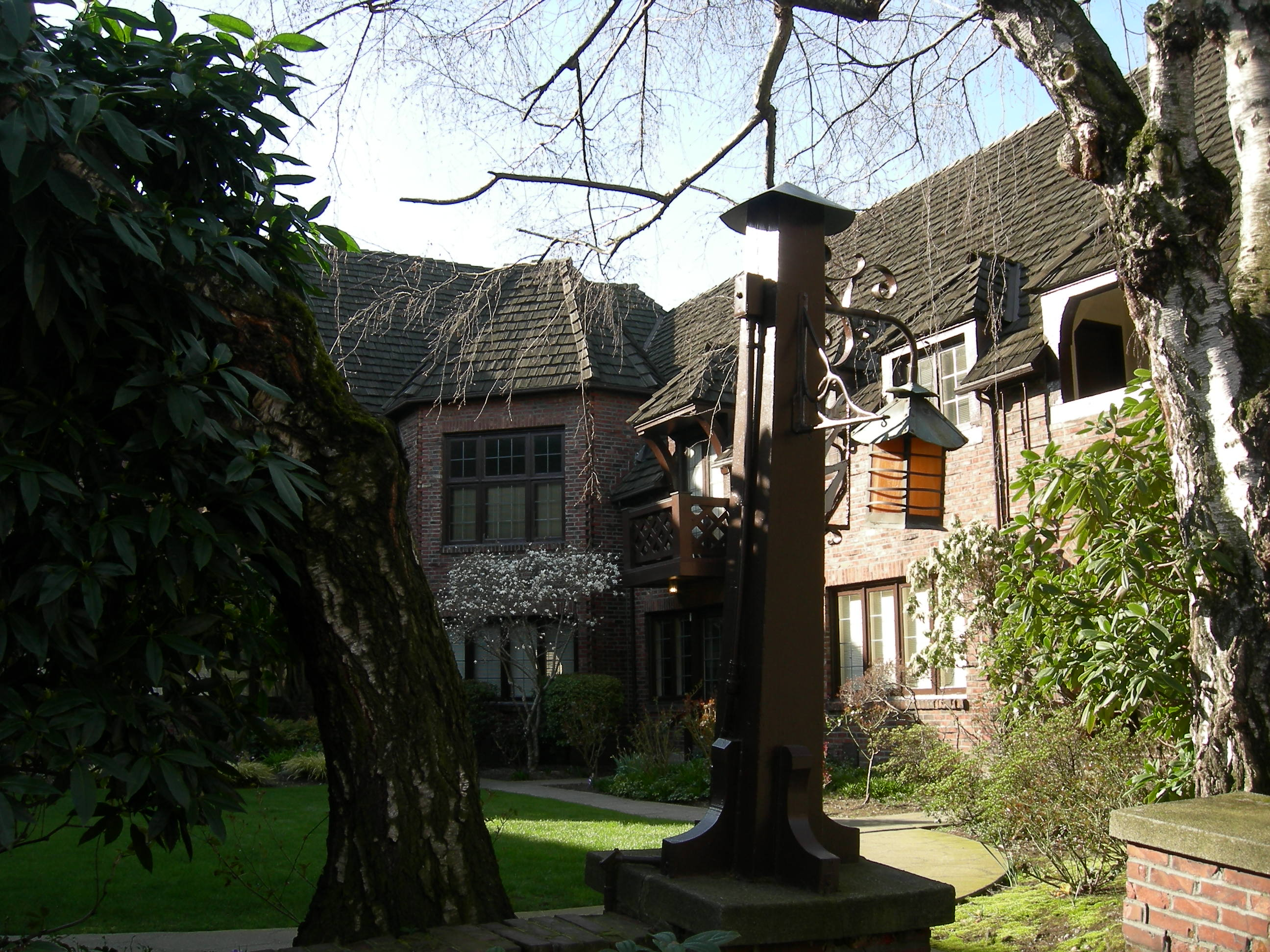

国会山也有许多著名的公寓，以及少数幸存的古典复兴建筑，如黑石公寓（Blackstone Apartments）。然而，在二战后的几十年里，这个街区的建筑没有这么好。建筑师维克多·施泰因布吕克在1962年写道，不太豪华的公寓大量增加，起初似乎与当代建筑简洁、直接的方式一致，但开放式的户外走廊让住户没有隐私。
自1997年以来，每年7月下旬，国会山举办户外音乐节国会山街区派对，在百老汇和12大道、联合街和松树街之间的派克街举办。
通往国会山和国会山内的公交服务由金县Metro提供。包括西雅图10、12、43和49路电车。第一山电车于2016年1月开通，终点在国会山。
海湾轻轨的国会山站于2016年3月开通，目前正在轻轨站上方建设一个大型的3层建筑开发项目，预计2020年完成。这将带来国会山百老汇走廊的高度和密度显著增加。
在2020年乔治·弗洛伊德之死引发的示威活动期间，示威者封锁了一个地区，宣布成立国会山自治区（CHAZ）。

## 文化

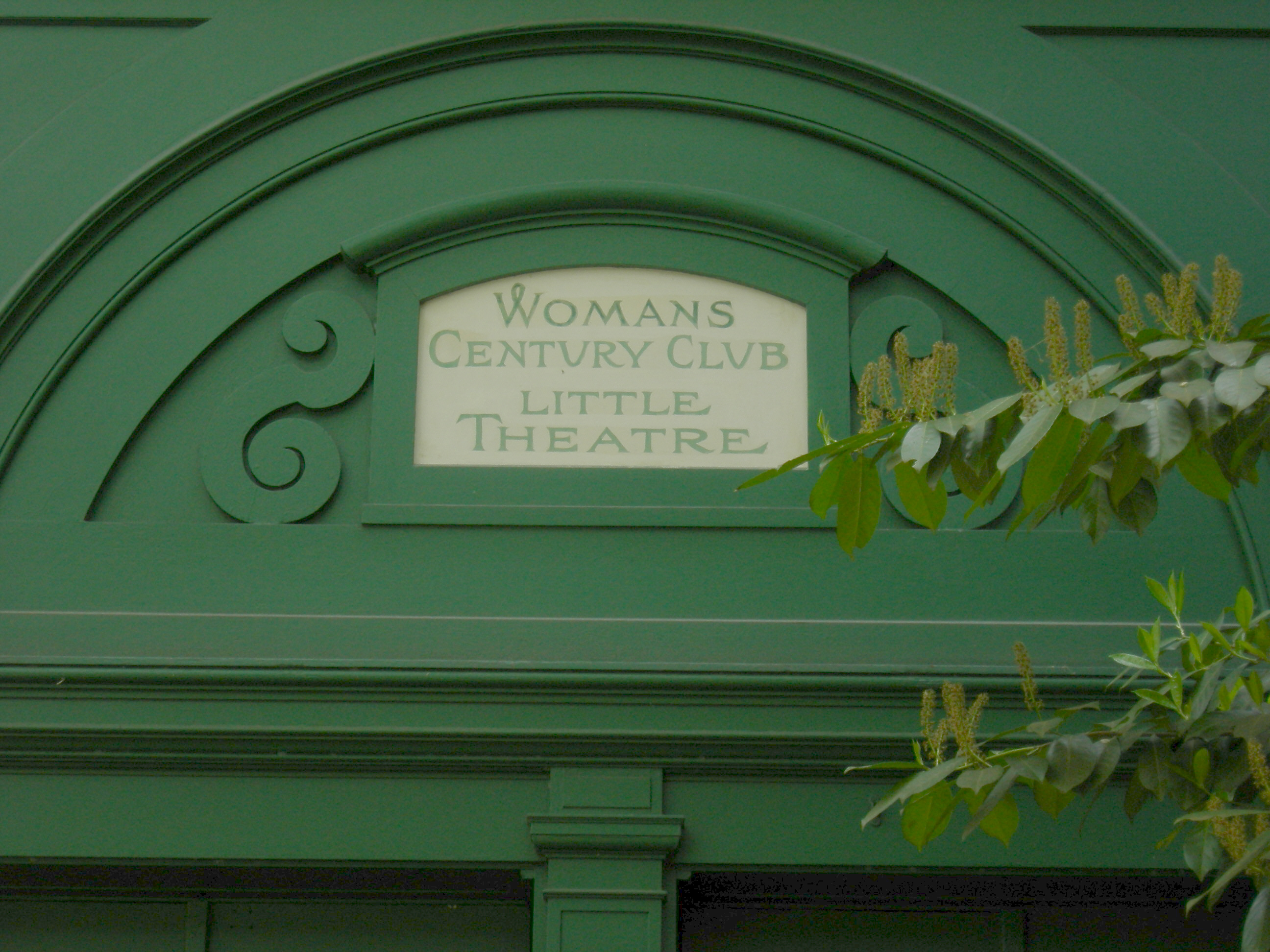

国会山的大规模同性恋住宅区始于20世纪60年代初。因此，这个地区有相当数量的男女同性恋夫妇，使得国会山成为西雅图的同志村。
国会山享有西雅图音乐文化堡垒的声誉，自1990年代初以来该社区与垃圾摇滚关系密切，虽然实际上那个时期大多数最著名的音乐场所都位于社区外附近。现在音乐氛围与那时已有改变，流派包括电子、摇滚、朋克、民谣、萨尔萨音乐、嘻哈和 trance。
这个街区在夜生活和娱乐中占据显著地位，许多酒吧都举办现场音乐表演，并拥有众多的边缘剧院。国会山的大部分主要干道上布满了咖啡馆、小酒馆和酒吧。从温和的汽车旅馆式的公寓大楼，到该市最具有历史意义的一些豪宅，两种类型有时比邻而居。
国会山还拥有该市两个最著名的电影院，都是地标剧院连锁的一部分，也都由私人会议厅改建而成：哈佛出口影院（Harvard Exit）现已永久关闭，设于原妇女世纪俱乐部（1970年代初改建）；埃及剧院，设于原共济会（在1980年代中期改建）。还有西雅图唯一的电影中心（cinematheque）西北电影论坛（Northwest Film Forum），除了放映电影，还讲授电影制作课程，在这个1西雅图蓬勃发展的电影制作社区旁制作电影。百老汇表演厅位于西雅图中央学院的校园内，还举办各种讲座、表演和电影。这些影院每年分别举办西雅图国际电影节和西雅图同志电影节。

### 咖啡馆

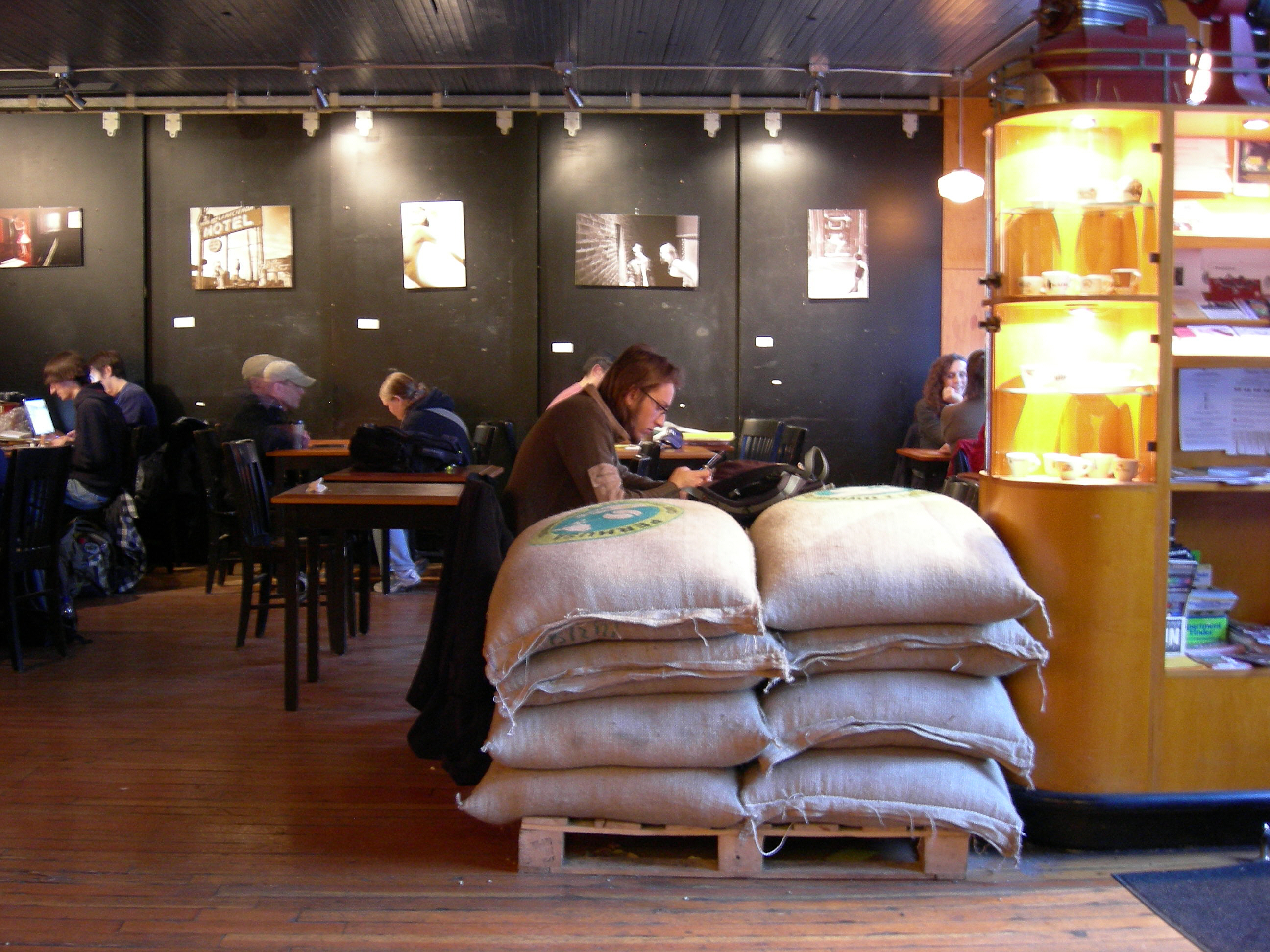

国会山除了有以西雅图为基地的大型连锁店—星巴克、西雅图最好的咖啡（现在由星巴克拥有）和塔利咖啡— 还拥有一些该市最著名的当地咖啡馆。星巴克公司认为该社区是咖啡馆的试货市场，2009年-2011年，在国会山拥有两家隐形星巴克。

## 地标与机构

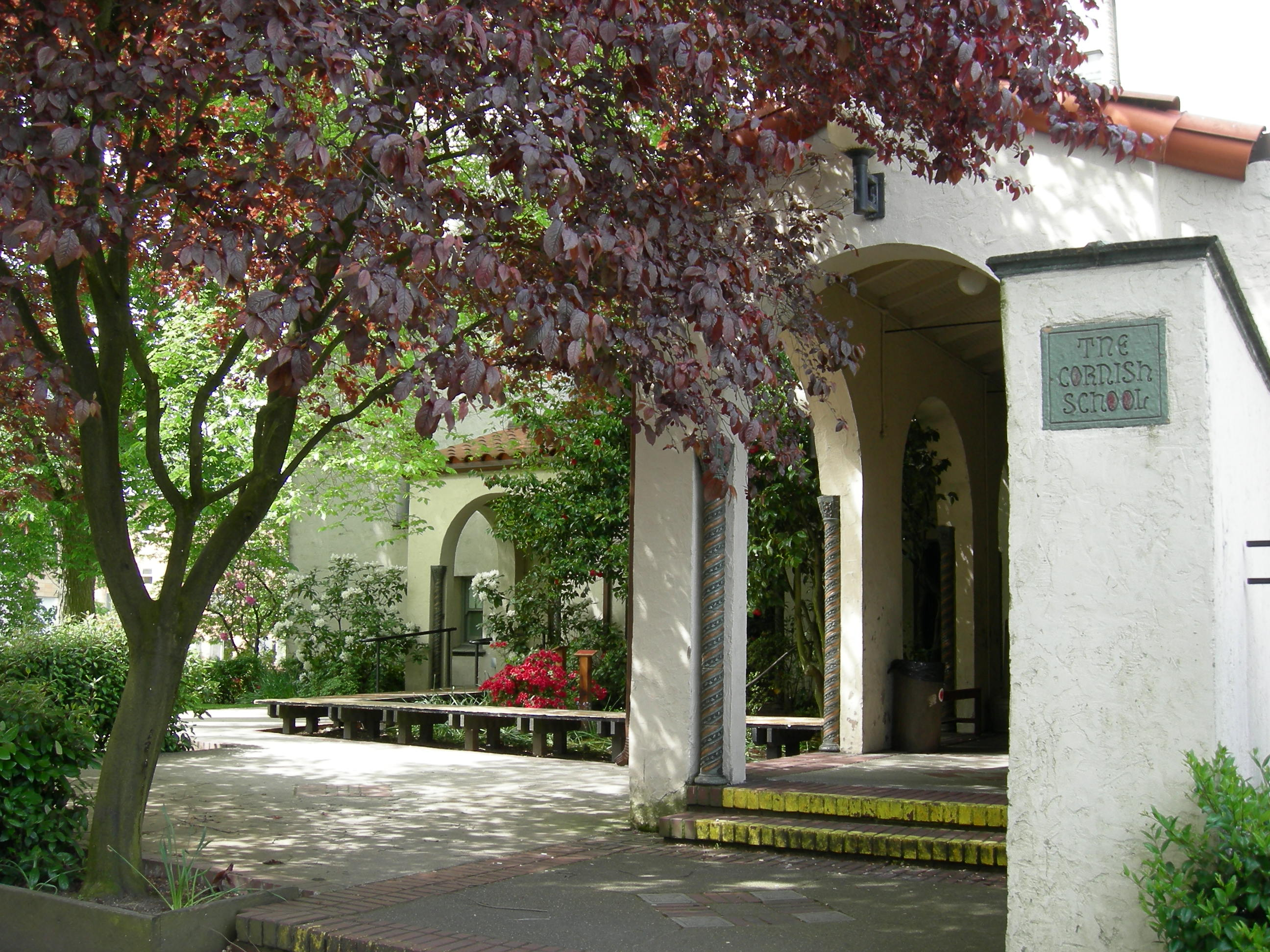

国会山上列入国家史蹟名录的包括哈佛-贝尔蒙特地标区、其中包括原康尼什艺术学院建筑；义工公园，其中包括西雅图亚洲艺术博物馆和义工公园温室；以及西北学校。
国会山上的公园除了义工公园，还有精致的喷泉和草坪的卡尔·安德森公园（Cal Anderson Park）、路易莎·博伦公园（Louisa Boren Park）、因特拉肯公园、罗阿诺克公园（Roanoke Park）和托马斯街公园。湖景公墓（Lake View Cemetery）位于义工公园以北，李小龙和李国豪父子埋葬于此。再向北则是共和国大军公墓（Grand Army of the Republic Cemetery）。

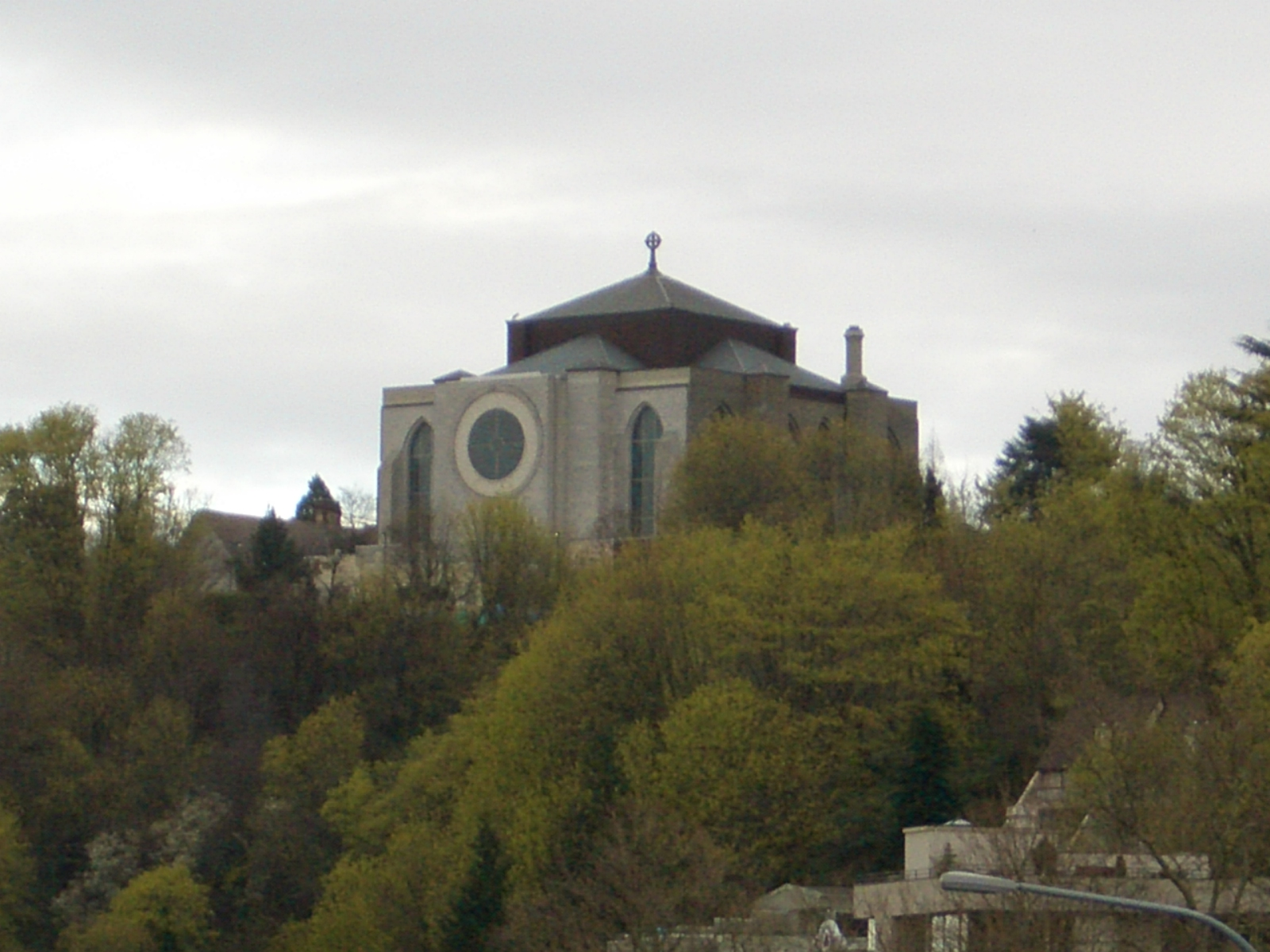
圣公会圣马可座堂

在国会山还有西北学校、西雅图文理学院（Seattle Academy of Arts and Sciences）、哈姆林罗宾逊学校、圣约瑟学校、圣名学院（Holy Names Academy）、西雅图希伯来学院、西雅图预科学校、西雅图大学、西雅图中央社区学院和圣公会圣马可座堂。
西雅图最古老的黑人教堂位于第14大道，介于东派克街和东派恩街之间。第一非洲卫理公会教堂成立于1891年，原名琼斯街教堂（当时第14大道称为琼斯街）。目前的教堂建于1912年，1984年列为西雅图地标。 
西雅图第一卫理公会教堂被列入国家史蹟名录，经过改造，现在被一家设计和营销公司占据。
国会山附近有一座犹太会堂，赫希西乃会堂（Temple De Hirsch Sinai）由马库斯·普里特卡等人设计，就在麦迪逊街以南，从技术上讲，它已位于中区。